# Толба (река)
То́лба — река в России, протекает по Псковскому району Псковской области.

## Происхождение и варианты названия
Происхождение названия точно неизвестно. В средневековых текстах написание названия реки встречается в двух часто чередующихся вариантах: «Толба» и «Толва». Тот факт, что данный гидроним в одном из вариантов оканчивается на «-ва», свидетельствует о его финно-угорском происхождении и показывает, что район протекания Толбы в глубокой древности (до прихода сюда славян) населяли финно-угорские народы.

## Основные характеристики

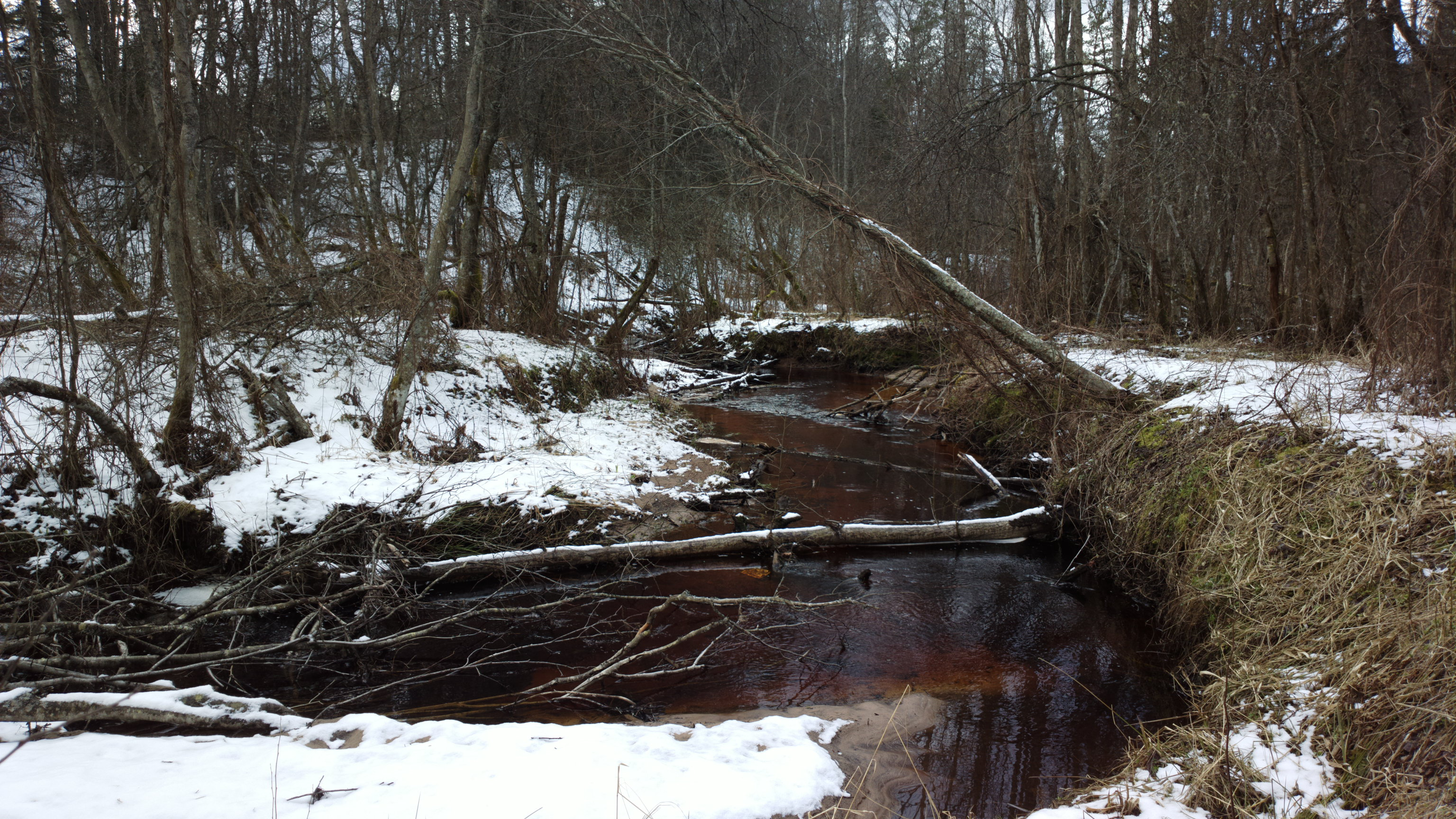
Река Толба в верхнем течении, недалеко от истока.

Исток Толбы находится в озере Ратец (Псковский район Псковской области). Река протекает в юго-западном направлении и впадает в Псковское озеро. Длина реки 36 км, площадь водосборного бассейна — 190 км². В верховьях русло Толбы имеет ширину 1 — 2 м, при впадении в Псковское озеро — ок. 15 м. Глубина реки в верхнем течении — ок. 0,2 — 0,5 м, в низовьях — около 2 м, однако во время весеннего половодья ширина реки в верхнем течении может увеличиваться до 8 — 10 м, а уровень воды может подниматься на 1,5 — 2 м. Скорость течения воды — ок. 7 км/ч.

## Навигация
В нижнем течении Толба судоходна для судов с небольшой осадкой и маломерных судов.

## Исторические сведения
В бассейне реки уже в древний и средневековый периоды русской истории располагались поселения, жители которых оставили ряд археологических памятников — могильников, городищ и т. п.:
| Место расположения            | Вид памятника                                        | Датировка               | Краткая характеристика, месторасположение | Площадь                         | Статус памятника      |
| ----------------------------- | ---------------------------------------------------- | ----------------------- | --- | ------------------------------- | --------------------- |
| д. Бол. Крю́ково               | городище                                             | I тыс. н. э.            | в 1,6 км к ССВ от деревни Бол. Каменка, в 1,1 км к ЮЮЗ от д. Бол. Крюково, на левом берегу р. Толба, в устье р. Дроздиха (левого притока р. Толба) | 0,8 га                          | федерального значения |
| д. Васцы́                      | жальничный могильник                                 | XII—XVII вв.            | в 500 м не доезжая до поворота в д. Васцы по дороге д. Верхолино — д. Гверздонь, слева от дороги | 2,4 га                          | местного значения     |
| д. Володи́                     | курганная группа                                     | 2 пол. 1 тыс. н. э.     | в 0,5 км к ЮВ от деревни, в смешанном лесу | 4 га                            | федерального значения |
| д. Елизарово                  | курганный могильник                                  | 2 пол. I тыс. — XIII в. | в 1 км к ССЗ от д. Елизарово, в лесу | 0,24 га                         | местного значения     |
| д. Елизарово                  | каменный крест                                       | XIV—XVI вв.             | на северной окраине деревни, на кладбище | 0,45×0,28 м                     | местного значения     |
| д. Елизарово                  | Спасо-Елеазаровский монастырь                        | 1425 г.(?) — нач. XX в. | основан в 1425 г.(?) постриженником Снетогорского монастыря, крестьянином д. Виделебье Ефросином (до пострижения Елеазаром), который похоронен 15.05.1481 г. в основанной им церкви Трех Святителей (1447 г.). Канонизирован как общерусский святой на Соборе 1551 г. в Москве. В нач. XVI в. здесь, возможно, был переписан мусин-пушкинский список «Слова о полку Игореве» и сформулирована политическая доктрина Московской Руси — «Москва — третий Рим» (старец Филофей) | —                               | федерального значения |
| д. Елизарово                  | собор Трёх Святителей Спасо-Елеазаровского монастыря | 2 пол. XVI в.           | собор состоит из четверика, ризницы с притвором (с С), южного придела (1902 г.) и стоит на высоком подклете. Трехъярусная колокольня не сохранилась. Четверик одноглавый, трехапсидный, четырёхстолпный, с повышенными подпружными арками. Первоклассный образец псковской средневековой архитектуры. Материал — известняковая плита; оштукатурен. На северном фасаде живопись.                                                                                              | 750 м² (30×25 м)                | федерального значения |
| д. За́боровка, д. Маслогостицы | курганная группа                                     | 2 пол. I тыс. — XIII в. | в 1,2 км от деревни, по дороге на СВ, слева в сосновом лесу. Курганы тянутся полосой | 3 га                            | местного значения     |
| д. Ки́тино                     | курганно-жальничный могильник                        | X—XVI вв.               | в 0,5 км к СВ от деревни, в лесу | 4 га                            | местного значения     |
| д. Ки́тино                     | жальничный могильник (группа из трех жальников)      | XII—XVI вв.             | к СВ от деревни | 0,8×0,2 м; 0,5×0,1 м; 0,5×0,2 м | федерального значения |
| д. Луто́во                     | жальничный могильник                                 | XII — XVII вв.          | в 600 м к 3 от деревни | 1 га                            | федерального значения |
| д. Мельни́цы                   | селище                                               | XIV—XVII вв.            | в деревне, близ кладбища, на правом берегу р. Меленка (правого притока р. Толба) | 0,36 га                         | местного значения     |
| д. Мельни́цы                   | курганная группа                                     | 2 пол. 1 тыс. н. э.     | в 2,4 км от деревни, по правую сторону дороги в д. Гридино (в 40-50 м от неё), в лесу | 3 га                            | местного значения     |
| д. Мельни́цы                   | церковь Михаила Архангела                            | 1868 г.                 | бесстолпный, крестовокупольный, трехапсидный храм с восьмигранным барабаном и куполом, крестовый в плане. С запада — шатровая колокольня. Материал — кирпич; оштукатурена. Построена на средства прихожан на месте деревянной церкви. Архитектор — Салин, строитель — крестьянин д. Борки Афанасий Степанов | 638 м² (29×22 м)                | местного значения     |
| д. Подсо́сно                   | жальничный могильник — «каменник»                    | XII—XVII вв.            | к ЮЗ от д. Ряднево, в 0,8 км за перелеском, вправо от переезда через мелиоративную канаву, на песках | 1 га                            | местного значения     |
| д. Подсо́сно                   | курганный могильник                                  | 2 пол. I тыс. н. э.     | в 0,6 км к СЗ от деревни | 0,9 га                          | местного значения     |
| д. Ря́днево                    | курганный могильник                                  | 2 пол. I тыс. — XIII в. | в 250 м к ЮЗ от деревни | диаметр 8 м                     | местного значения     |
| д. Ря́днево                    | жальничный могильник                                 | XII—XVI вв.             | в 0,8 км к ЮВ от д. Подсосно | 2 га                            | местного значения     |

В XVI—XVII века Толба являлась северной границей Псковского уезда — одной из основных административно-территориальных единиц Псковской феодальной республики.
В новое и новейшее время на берегах Толбы располагались деревни (по приблизительным данным — около 15), большинство которых к настоящему времени являются исчезнувшими (напр., Китино, Мустики, Царевщина и др.).
Наиболее известным историческим памятником, расположенным на берегах Толбы, является Спасо-Елеазаров монастырь, расположенный в деревне Елизарово Псковского района Псковской области в 27 км к северу от Пскова и основанный в 1447 (1425 ?) г. Ефросином Псковским, в миру Елеазаром. На рубеже XV—XVI вв. в монастыре жил старец Филофей — автор известной формулы «Москва — третий Рим». В настоящее время монастырь является действующей женской обителью.

## Данные водного реестра
По данным государственного водного реестра России относится к Балтийскому бассейновому округу, водохозяйственный участок реки — Водные объекты бассейна оз. Чудско-Псковское без р. Великая. Относится к речному бассейну реки Нарва (российская часть бассейна).